# Navia cardonae
Navia cardonae är en gräsväxtart som beskrevs av Lyman Bradford Smith. Navia cardonae ingår i släktet Navia och familjen Bromeliaceae. Inga underarter finns listade i Catalogue of Life.